# V766 Centauri
V766 Centauri eller HR 5171 är en trippelstjärna i södra delen av stjärnbilden Kentauren. Den har en skenbar magnitud av 6,1 – 7,5 och är mycket svagt synlig för blotta ögat där ljusföroreningar ej förekommer. Baserat på parallaxmätning inom Hipparcosuppdraget enligt Gaia Data Release 3 på ca 0,25 mas, beräknas den befinna sig på ett avstånd på ca 13 000 ljusår (ca 4 100 parsek) från solen. Den rör sig närmare solen med en heliocentrisk radialhastighet på ca -38 km/s.
V766 Centauri antas vara antingen en extrem röd superjätte (RSG) eller nyligen poströd superjätte (Post-RSG) gul hyperjätte (YHG), som båda tyder på att det är en av de största kända stjärnorna. Stjärnans diameter är osäker men sannolikt mellan 1 100 och 1 600 gånger solens. Det troddes tidigare vara en kontaktbinär, som delar ett gemensamt skal av material, bestående av en mindre gul superjätte och en följeslagare och de två kretsar kring varandra med en omloppsperiod av 1 304 ± 6 dygn. Detta har dock sedan dess bedömts som osannolikt. En optisk följeslagare, HR 5171B, kan vara på samma avstånd som den gula superjätten.

## Egenskaper
Primärstjärnan V766 Centauri A är en orange till gul stjärna av spektralklass K0 0-Ia. Den har en massa som är ca 27 – 36 solmassor, en radie som är ca 1 060 – 1 160 eller 1 315 – 1 575 solradier och har ca 200 000 eller ca 630 000 gånger solens utstrålning av energi från dess fotosfär vid en effektiv temperatur av ca 4 500 K.
V766 Centauri innehåller minst tre stjärnor. Den primärstjärnan V766 Centauri A är en förmörkelsevariabel (komponenterna Aa och Ab, eller A och C i katalogen över komponenter i dubbla och flera stjärnor) med två gula stjärnor i kontakt och omloppsbana på 1 304 dygn. Följeslagaren har observerats direkt genom optisk interferometri och är ungefär en tredjedel av storleken på primärstjärnan. De två stjärnorna befinner sig i fasen med gemensamma skal där material som omger båda stjärnorna roterar synkront med stjärnorna själva.
V766 Centauri B, som ligger separerad med 9,4 bågsekunder från primärstjärnan, är en blå superjätte med spektraltyp B0. Den är en starkt lysande massiv stjärna i sig men visuellt tre magnituder svagare än den gula hyperjätten. Den projicerade separationen mellan primärstjärnan och den blå superjätten beräknas vara 35 000 AE, även om deras faktiska separation kan vara större.

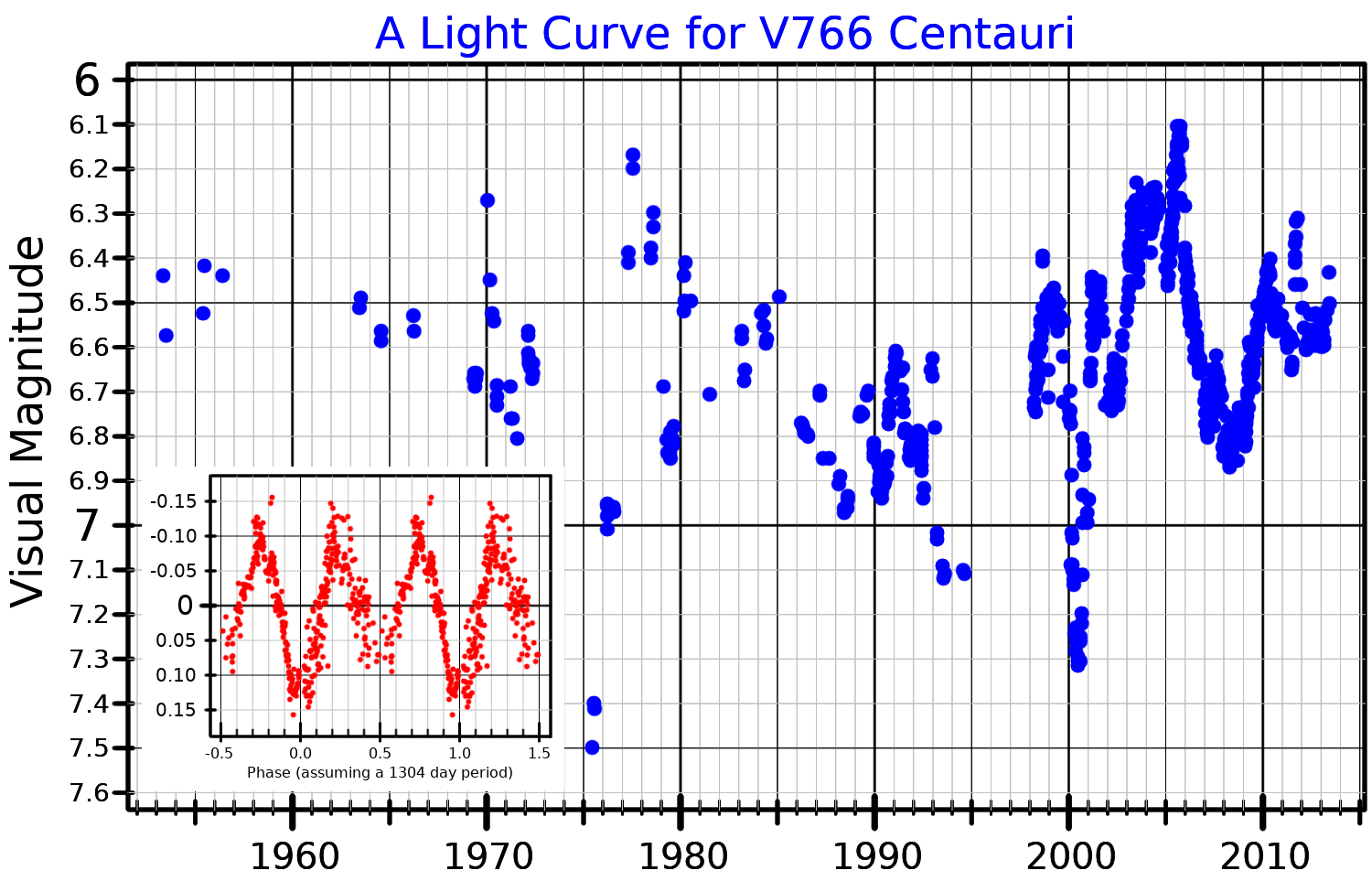
En visuell bandljuskurva för V766 Centauri. Huvuddiagrammet visar den långsiktiga variationen, och det infällda diagrammet visar variationen under omloppsperioden. Anpassad från Chesneau et al. (2014)

År 1973 erkändes HR 5171  formellt som variabelstjärna V766 Centauri, baserat på Corbens katalog från 1966. Vid den tiden ansågs den vara en "cool S Doradus variabel", en klass som inkluderar stjärnor som Rho Cassiopeiae som nu är kända som de gula hyperjättarna. Dessa variabler klassificeras vanligtvis som semi-regelbundna (SRd) på grund av variationer som ibland är väldefinierade, vid andra tillfällen nästan konstanta, och kan visa oförutsägbar blekning. En detaljerad studie visade variation i både ljusstyrka och spektraltyp med möjliga perioder som utvecklades från 430 till 494 dygn. Yttemperaturen beräknades variera från nästan 5 000 K till under 4 000 K.